# Avgodectes
Avgodectes pseudembryon
Genre
Espèce
Avgodectes est un genre controversé de ptérosaure. Le nom binomial complet de l'espèce type associée est Avgodectes pseudembryon, ce qui se traduit par « mordeur d’œufs, faux embryon » ; avgo est tiré du grec moderne et signifie « œuf ». 

## Historique
Il a été nommé par David Peters en 2004, et se base sur un ptérosaure retrouvé à l’intérieur d’un œuf. Les scientifiques qui ont initialement décrit la découverte, Wang et Zhou, l’ont interprétée comme un embryon non éclos d’un ptérosaure ornithocheiridé, mais Peters l’a interprétée comme un petit anurognathide adulte
. Le spécimen provient de dépôts du Crétacé inférieur en Chine, avec pour holotype IVPP V13758.
Peters a donné à cette espèce son nom car le squelette était de la même taille que celui de nombreux anurognathides adultes. Il a émis l’hypothèse que le supposé embryon aurait pu être un anurognathide adulte fossilisé en train de dévorer le contenu d’un œuf de dinosaure suffisamment grand pour le contenir. Cette interprétation n’a pas été acceptée par d’autres chercheurs en ptérosaures ; Chris Bennett, par exemple, a souligné que les auteurs d’origine avaient déjà noté que les extrémités des os longs du fossile n’étaient pas complètement ossifiées (c’est-à-dire qu’elles n’étaient pas encore entièrement devenues osseuses) et n’avaient pas encore développé une structure complexe, ce qui indique que le spécimen était immature au moment de sa mort. Bennett était d’accord avec les auteurs d’origine pour dire que la meilleure interprétation était celle d’un ptérosaure immature (plus jeune que les spécimens connus jusqu’alors) retrouvé à l’intérieur d’un œuf, et que le spécimen représentait un embryon
. Peters a lui-même reconnu son erreur d’interprétation lorsque d’autres œufs de ptérosaures ont été décrits en 2005
. Ce deuxième œuf chinois appartient clairement à un ornithocheiridé et diffère du matériel de Avgodectes
.